# Michael Laudrup
Michael Laudrup (Frederiksberg, 15 juni 1964) is een Deens voormalig profvoetballer en voetbaltrainer. Hij was in de jaren '80 en jaren '90 van de twintigste eeuw profvoetballer bij onder andere Juventus, FC Barcelona, Real Madrid en Ajax. Laudrup werd twee keer verkozen tot Deens voetballer van het jaar. Michael is de broer van Brian Laudrup.

## Loopbaan als speler
Als jeugdspeler bij BK Kopenhagen bleek Laudrup al over buitengewoon veel talent te beschikken. Vervolgens kwam hij in 1982 bij de Deense topclub Brøndby terecht. Op zijn achttiende verjaardag, op 15 juni 1982 in de vriendschappelijke wedstrijd tegen Noorwegen (2–1) in Oslo, maakte hij zijn debuut voor het Deens voetbalelftal onder leiding van de Duitse bondscoach Sepp Piontek, net als Henrik Jensen (IF København), Jan Mølby (Kolding IF), Kim Ziegler (Aarhus GF) en Morten Donnerup (Aarhus GF). Laudrup was daarmee de op een na jongste debutant ooit voor Denemarken. Harald Nielsen was in 1959 de jongste debutant ooit, met 17 jaar en 322 dagen.
Laudrup scoorde meteen in zijn eerste interland. Hij bepaalde de eindstand op 2–1. Later zouden nog honderdrie interlands en zesendertig doelpunten volgen. In zijn eerste seizoen op het hoogste niveau werd Laudrup meteen verkozen tot Deens voetballer van het jaar.
Er kwamen talloze aanbiedingen vanuit het buitenland, waaronder van Ajax in de zomer van 1983. Laudrup besloot te kiezen voor Juventus, dat hem echter eerst twee seizoenen verhuurde aan SS Lazio. Laudrup keerde in 1985 terug bij Juventus, waar hij vervolgens de wereldbeker voor clubteams en de landstitel won. Tijdens het wereldkampioenschap voetbal van 1986 groeide Laudrup definitief uit tot een wereldster, maar bij Juventus kreeg hij te maken met verschillende blessures en leek de aanvaller steeds minder in het team te passen. Laudrup wilde weg bij de Italiaanse club en het was uiteindelijk Johan Cruijff die de Deen in 1989 naar FC Barcelona haalde.
De komst van Laudrup en de andere twee topaankopen Hristo Stoitchkov en Ronald Koeman betekende het begin van het Dream Team. In zijn tweede seizoen ging Laudrup echt goed spelen. Hij strooide met briljante passes en pikte zelf ook regelmatig een doelpunt mee. Aan het eind van het seizoen volgde er een bekroning voor zijn goede spel in de vorm van de landstitel. Een jaar later volgde de winst van de Europacup I door op Wembley het Italiaanse UC Sampdoria met 1–0 te verslaan. Laudrup speelde de hele wedstrijd en het was Koeman die in de 112e minuut vanuit een vrije trap het enige doelpunt maakte. De Europacup I was het hoogtepunt in de carrière van Laudrup. In 1994 bereikte Barcelona opnieuw de finale, maar voor zowel Laudrup als Barcelona was deze wedstrijd een grote teleurstelling. De Deen speelde steeds minder, nadat Romario was aangetrokken, aangezien er slechts drie buitenlanders opgesteld mochten worden, en in de finale bleef Laudrup de hele wedstrijd op de bank. In Athene werd Barcelona met 4–0 verslagen door AC Milan. Hoewel de Catalaanse club nog wel de landstitel veroverde, betekende dit het einde van het Dream Team.
Laudrup kreeg van Cruijff te horen dat hij mocht vertrekken. Hij was hierover zo teleurgesteld dat hij naar Real Madrid vertrok met maar een missie: het ongelijk van Cruijff bewijzen. Of hij daarin geslaagd is, is voer voor redetwist: in Laudrups eerste seizoen werd hij met Real Madrid landskampioen - Laudrups vijfde titel op rij - en Barcelona slechts vierde. Een seizoen later evenwel eindigde Madrid met Laudrup slechts zesde en Barça derde (en op het moment van Cruijffs ontslag laat in het seizoen stond de Catalaanse ploeg zelfs nog tweede). Na zijn vertrek bij Real in 1996 speelde Laudrup nog voor het Japanse Vissel Kobe en - op aandringen van Morten Olsen - voor Ajax. Bij de Amsterdamse club nam hij in 1998 afscheid als profvoetballer, na zowel de landstitel als de KNVB beker te hebben gewonnen.

### Belastingaffaire
Laudrups verblijf in Amsterdam zou uiteindelijk nog een vervelend staartje krijgen. Laudrup had zichzelf in 1997 vrijgekocht bij Vissel Kobe en had zijn transferrechten ondergebracht bij de Bosnische club NK Čelik Zenica. Als een club Laudrup wilde contracteren, moesten zij een transfersom betalen aan de club, die het geld doorsluisde naar Laudrup. Doordat het geld in plaats van loon als transfervergoeding in de boeken ging, betaalde de club geen belasting over het bedrag. In 2000 deed de FIOD een inval bij de Amsterdamse club en NAC Breda. De clubs hadden onrechtmatige betalingen gedaan aan de broers Shota en Artsjil Arveladze en Michael Laudrup.
In 2002 deed de Belastingdienst Ajax, voorafgaande aan een justitieel onderzoek, een naheffing van 5,1 miljoen euro over het betaalde geld, om verjaring te voorkomen. Later werd dit, via hoger beroepen, bijgesteld naar 3,1 miljoen euro. Ajax wilde het geld verhalen op Arveladze en Laudrup, die beiden weigerden de naheffing op zich te nemen. In 2013, toen Laudrup ondertussen trainer was bij Swansea City, werd hij door Ajax middels een advertentie in enkele dagbladen opgeroepen zich te melden bij de Rechtbank Amsterdam. De club plaatste de advertentie, omdat zij de woon- en verblijfplaats van de trainer niet zou kennen. Het kamp Laudrup reageerde ontsteld op de handelswijze van de Amsterdamse club; men vond dat Ajax zijn oud-speler als crimineel neerzette. De zaak sleepte uiteindelijk meer dan tien jaar voort. Pas in 2015 kwam er een einde aan de affaire, toen Laudrup in het gelijk werd gesteld en Ajax besloot de naheffing op zich te nemen.
Toen Michael Laudrup in 2017 door oud-collega Ronald Koeman werd gelinkt aan de Amsterdamse club, als opvolger van hoofdtrainer Peter Bosz, liet hij via zijn zaakwaarnemer weten dat hij vanwege de affaire niet zou terugkeren bij de club.

## Interlandcarrière
| Interlands van Michael Laudrup voor Denemarken | Interlands van Michael Laudrup voor Denemarken | Interlands van Michael Laudrup voor Denemarken | Interlands van Michael Laudrup voor Denemarken | Interlands van Michael Laudrup voor Denemarken | Interlands van Michael Laudrup voor Denemarken |
| №                                              | Datum                                          | Wedstrijd                                      | Uitslag                                        | Competitie                                     | Goals                                          |
| Als speler van Brøndby IF                      | Als speler van Brøndby IF                      | Als speler van Brøndby IF                      | Als speler van Brøndby IF                      | Als speler van Brøndby IF                      | Als speler van Brøndby IF                      |
| ---------------------------------------------- | ---------------------------------------------- | ---------------------------------------------- | ---------------------------------------------- | ---------------------------------------------- | ---------------------------------------------- |
| 1                                              | 15 juni 1982                                   | Noorwegen – Denemarken                         | 2 – 1                                          | Nordic Cup                                     | Goal                                           |
| 2                                              | 11 augustus 1982                               | Denemarken – Finland                           | 3 – 2                                          | Nordic Cup                                     |                                                |
| 3                                              | 27 oktober 1982                                | Denemarken – Tsjecho-Slowakije                 | 1 – 3                                          | Oefeninterland                                 | Goal                                           |
| 4                                              | 22 juni 1983                                   | Denemarken – Finland                           | 3 – 0                                          | OS-kwalificatie                                | Goal · Goal                                    |
| Als speler van Lazio Roma                      |                                                |                                                |                                                |                                                |                                                |
| 5                                              | 7 september 1983                               | Denemarken – Frankrijk                         | 3 – 1                                          | Oefeninterland                                 | Goal · Goal                                    |
| 6                                              | 21 september 1983                              | Engeland – Denemarken                          | 0 – 1                                          | EK-kwalificatie                                |                                                |
| 7                                              | 12 oktober 1983                                | Denemarken – Luxemburg                         | 6 – 0                                          | EK-kwalificatie                                | Goal · Goal · Goal                             |
| 8                                              | 26 oktober 1983                                | Hongarije – Denemarken                         | 1 – 0                                          | EK-kwalificatie                                |                                                |
| 9                                              | 14 maart 1984                                  | Nederland – Denemarken                         | 6 – 0                                          | Oefeninterland                                 |                                                |
| 10                                             | 11 april 1984                                  | Spanje – Denemarken                            | 2 – 1                                          | Oefeninterland                                 |                                                |
| 11                                             | 16 mei 1984                                    | TCH – Denemarken                               | 1 – 0                                          | Oefeninterland                                 |                                                |
| 12                                             | 6 juni 1984                                    | Zweden – Denemarken                            | 0 – 1                                          | Oefeninterland                                 |                                                |
| 13                                             | 8 juni 1984                                    | Denemarken – Bulgarije                         | 1 – 1                                          | Oefeninterland                                 | Goal                                           |
| 14                                             | 12 juni 1984                                   | Frankrijk – Denemarken                         | 1 – 0                                          | EK-eindronde                                   |                                                |
| 15                                             | 16 juni 1984                                   | Denemarken – Joegoslavië                       | 5 – 0                                          | EK-eindronde                                   |                                                |
| 16                                             | 19 juni 1984                                   | België – Denemarken                            | 2 – 3                                          | EK-eindronde                                   |                                                |
| 17                                             | 24 juni 1984                                   | Denemarken – Spanje                            | 1 – 1                                          | EK-eindronde                                   |                                                |
| 18                                             | 12 september 1984                              | Denemarken – Oostenrijk                        | 3 – 1                                          | Oefeninterland                                 | Goal                                           |
| 19                                             | 26 september 1984                              | Denemarken – Noorwegen                         | 1 – 0                                          | WK-kwalificatie                                |                                                |
| 20                                             | 17 oktober 1984                                | Zwitserland – Denemarken                       | 1 – 0                                          | WK-kwalificatie                                |                                                |
| 21                                             | 14 november 1984                               | Denemarken – Ierland                           | 3 – 0                                          | WK-kwalificatie                                |                                                |
| 22                                             | 8 mei 1985                                     | Denemarken – Duitse Democratische Republiek    | 4 – 1                                          | Oefeninterland                                 | Goal · Goal                                    |
| 23                                             | 5 juni 1985                                    | Denemarken – Sovjet-Unie                       | 4 – 2                                          | WK-kwalificatie                                | Goal · Goal                                    |
| Als speler van Juventus FC                     |                                                |                                                |                                                |                                                |                                                |
| 24                                             | 25 september 1985                              | Sovjet-Unie – Denemarken                       | 1 – 0                                          | WK-kwalificatie                                |                                                |
| 25                                             | 9 oktober 1985                                 | Denemarken – Zwitserland                       | 0 – 0                                          | WK-kwalificatie                                |                                                |
| 26                                             | 16 oktober 1985                                | Noorwegen – Denemarken                         | 1 – 5                                          | WK-kwalificatie                                | Goal                                           |
| 27                                             | 13 november 1985                               | Ierland – Denemarken                           | 1 – 4                                          | WK-kwalificatie                                | Goal                                           |
| 28                                             | 26 maart 1986                                  | Noord-Ierland – Denemarken                     | 1 – 1                                          | Oefeninterland                                 |                                                |
| 29                                             | 13 mei 1986                                    | Noorwegen – Denemarken                         | 1 – 0                                          | Oefeninterland                                 |                                                |
| 30                                             | 16 mei 1986                                    | Denemarken – Polen                             | 1 – 0                                          | Oefeninterland                                 |                                                |
| 31                                             | 4 juni 1986                                    | Denemarken – Schotland                         | 1 – 0                                          | WK-eindronde                                   |                                                |
| 32                                             | 8 juni 1986                                    | Denemarken – Uruguay                           | 6 – 1                                          | WK-eindronde                                   | Goal                                           |
| 33                                             | 13 juni 1986                                   | Denemarken – West-Duitsland                    | 2 – 0                                          | WK-eindronde                                   |                                                |
| 34                                             | 18 juni 1986                                   | Denemarken – Spanje                            | 1 – 5                                          | WK-eindronde                                   |                                                |
| 35                                             | 10 september 1986                              | Duitse Democratische Republiek – Denemarken    | 0 – 1                                          | Oefeninterland                                 |                                                |
| 36                                             | 24 september 1986                              | Denemarken – West-Duitsland                    | 0 – 2                                          | Oefeninterland                                 |                                                |
| 37                                             | 12 november 1986                               | Tsjecho-Slowakije – Denemarken                 | 0 – 0                                          | EK-kwalificatie                                |                                                |
| 38                                             | 26 augustus 1987                               | Zweden – Denemarken                            | 1 – 0                                          | Oefeninterland                                 |                                                |
| 39                                             | 9 september 1987                               | Wales – Denemarken                             | 1 – 0                                          | EK-kwalificatie                                |                                                |
| 40                                             | 23 september 1987                              | West-Duitsland – Denemarken                    | 1 – 0                                          | Oefeninterland                                 |                                                |
| 41                                             | 14 oktober 1987                                | Denemarken – Wales                             | 1 – 0                                          | EK-kwalificatie                                |                                                |
| 42                                             | 27 april 1988                                  | Oostenrijk – Denemarken                        | 1 – 0                                          | Oefeninterland                                 |                                                |
| 43                                             | 10 mei 1988                                    | Hongarije – Denemarken                         | 2 – 2                                          | Oefeninterland                                 |                                                |
| 44                                             | 5 juni 1988                                    | Denemarken – België                            | 3 – 1                                          | Oefeninterland                                 |                                                |
| 45                                             | 11 juni 1988                                   | Denemarken – Spanje                            | 2 – 3                                          | EK-eindronde                                   | Goal                                           |
| 46                                             | 14 juni 1988                                   | West-Duitsland – Denemarken                    | 2 – 0                                          | EK-eindronde                                   |                                                |
| 47                                             | 17 juni 1988                                   | Denemarken – Italië                            | 0 – 2                                          | EK-eindronde                                   |                                                |
| 48                                             | 14 september 1988                              | Engeland – Denemarken                          | 1 – 0                                          | Oefeninterland                                 |                                                |
| 49                                             | 19 oktober 1988                                | Griekenland – Denemarken                       | 1 – 1                                          | WK-kwalificatie                                |                                                |
| 50                                             | 2 november 1988                                | Denemarken – Bulgarije                         | 1 – 1                                          | WK-kwalificatie                                |                                                |
| 51                                             | 12 april 1989                                  | Denemarken – Canada                            | 2 – 0                                          | Oefeninterland                                 |                                                |
| 52                                             | 17 mei 1989                                    | Denemarken – Griekenland                       | 7 – 1                                          | WK-kwalificatie                                | Goal                                           |
| 53                                             | 7 juni 1989                                    | Denemarken – Engeland                          | 1 – 1                                          | Oefeninterland                                 |                                                |
| 54                                             | 14 juni 1989                                   | Denemarken – Zweden                            | 6 – 0                                          | Oefeninterland                                 | Goal                                           |
| 55                                             | 18 juni 1989                                   | Denemarken – Brazilië                          | 4 – 0                                          | Oefeninterland                                 | Goal · Goal                                    |
| Als speler van FC Barcelona                    |                                                |                                                |                                                |                                                |                                                |
| 56                                             | 6 september 1989                               | Nederland – Denemarken                         | 2 – 2                                          | Oefeninterland                                 |                                                |
| 57                                             | 11 oktober 1989                                | Denemarken – Roemenië                          | 3 – 0                                          | WK-kwalificatie                                |                                                |
| 58                                             | 15 november 1989                               | Roemenië – Denemarken                          | 3 – 1                                          | WK-kwalificatie                                |                                                |
| 59                                             | 11 april 1990                                  | Denemarken – Turkije                           | 1 – 0                                          | Oefeninterland                                 |                                                |
| 60                                             | 15 mei 1990                                    | Engeland – Denemarken                          | 1 – 0                                          | Oefeninterland                                 |                                                |
| 61                                             | 6 juni 1990                                    | Noorwegen – Denemarken                         | 1 – 2                                          | Oefeninterland                                 | Goal                                           |
| 62                                             | 10 oktober 1990                                | Denemarken – Faeröer                           | 4 – 1                                          | EK-kwalificatie                                | Goal · Goal                                    |
| 63                                             | 17 oktober 1990                                | Noord-Ierland – Denemarken                     | 1 – 1                                          | EK-kwalificatie                                |                                                |
| 64                                             | 14 november 1990                               | Denemarken – Joegoslavië                       | 0 – 2                                          | EK-kwalificatie                                |                                                |
| 65                                             | 25 augustus 1993                               | Denemarken – Litouwen                          | 4 – 0                                          | WK-kwalificatie                                |                                                |
| 66                                             | 8 september 1993                               | Albanië – Denemarken                           | 0 – 1                                          | WK-kwalificatie                                |                                                |
| 67                                             | 13 oktober 1993                                | Denemarken – Noord-Ierland                     | 1 – 0                                          | WK-kwalificatie                                |                                                |
| 68                                             | 17 november 1993                               | Spanje – Denemarken                            | 1 – 0                                          | WK-kwalificatie                                |                                                |
| 69                                             | 9 maart 1994                                   | Engeland – Denemarken                          | 1 – 0                                          | Oefeninterland                                 |                                                |
| 70                                             | 20 april 1994                                  | Denemarken – Hongarije                         | 3 – 1                                          | Oefeninterland                                 | Goal · Goal                                    |
| 71                                             | 26 mei 1994                                    | Denemarken – Zweden                            | 1 – 0                                          | Oefeninterland                                 | Goal                                           |
| 72                                             | 1 juni 1994                                    | Noorwegen – Denemarken                         | 2 – 1                                          | Oefeninterland                                 |                                                |
| Als speler van Real Madrid CF                  |                                                |                                                |                                                |                                                |                                                |
| 73                                             | 17 augustus 1994                               | Denemarken – Finland                           | 2 – 1                                          | Oefeninterland                                 |                                                |
| 74                                             | 7 september 1994                               | Macedonië – Denemarken                         | 1 – 1                                          | EK-kwalificatie                                |                                                |
| 75                                             | 12 oktober 1994                                | Denemarken – België                            | 3 – 1                                          | EK-kwalificatie                                |                                                |
| 76                                             | 16 november 1994                               | Spanje – Denemarken                            | 3 – 0                                          | EK-kwalificatie                                |                                                |
| 77                                             | 10 januari 1995                                | Denemarken – Mexico                            | 1 – 1                                          | Oefeninterland                                 |                                                |
| 78                                             | 13 januari 1995                                | Argentinië – Denemarken                        | 0 – 2                                          | Oefeninterland                                 | Goal                                           |
| 79                                             | 29 maart 1995                                  | Cyprus – Denemarken                            | 1 – 1                                          | EK-kwalificatie                                |                                                |
| 80                                             | 26 april 1995                                  | Denemarken – Macedonië                         | 1 – 0                                          | EK-kwalificatie                                |                                                |
| 81                                             | 7 juni 1995                                    | Denemarken – Cyprus                            | 4 – 0                                          | EK-kwalificatie                                | Goal                                           |
| 82                                             | 16 augustus 1995                               | Armenië – Denemarken                           | 0 – 2                                          | EK-kwalificatie                                | Goal                                           |
| 83                                             | 6 september 1995                               | België – Denemarken                            | 1 – 3                                          | EK-kwalificatie                                | Goal                                           |
| 84                                             | 11 oktober 1995                                | Denemarken – Spanje                            | 1 – 1                                          | EK-kwalificatie                                |                                                |
| 85                                             | 15 november 1995                               | Denemarken – Armenië                           | 3 – 1                                          | EK-kwalificatie                                | Goal                                           |
| 86                                             | 27 maart 1996                                  | Duitsland – Denemarken                         | 2 – 0                                          | Oefeninterland                                 |                                                |
| 87                                             | 24 april 1996                                  | Denemarken – Schotland                         | 2 – 0                                          | Oefeninterland                                 | Goal                                           |
| 88                                             | 2 juni 1996                                    | Denemarken – Ghana                             | 1 – 0                                          | Oefeninterland                                 |                                                |
| 89                                             | 9 juni 1996                                    | Denemarken – Portugal                          | 1 – 1                                          | EK-eindronde                                   |                                                |
| 90                                             | 16 juni 1996                                   | Kroatië – Denemarken                           | 3 – 0                                          | EK-eindronde                                   |                                                |
| 91                                             | 19 juni 1996                                   | Denemarken – Turkije                           | 3 – 0                                          | EK-eindronde                                   |                                                |
| Als speler van Vissel Kobe                     |                                                |                                                |                                                |                                                |                                                |
| 92                                             | 1 september 1996                               | Slovenië – Denemarken                          | 0 – 2                                          | WK-kwalificatie                                |                                                |
| 93                                             | 9 oktober 1996                                 | Denemarken – Griekenland                       | 2 – 1                                          | WK-kwalificatie                                |                                                |
| Als speler van Ajax                            |                                                |                                                |                                                |                                                |                                                |
| 94                                             | 20 augustus 1997                               | Bosnië en H. – Denemarken                      | 3 – 0                                          | WK-kwalificatie                                |                                                |
| 95                                             | 10 september 1997                              | Denemarken – Kroatië                           | 3 – 1                                          | WK-kwalificatie                                | Goal                                           |
| 96                                             | 25 maart 1998                                  | Schotland – Denemarken                         | 0 – 1                                          | Oefeninterland                                 |                                                |
| 97                                             | 22 april 1998                                  | Denemarken – Noorwegen                         | 0 – 2                                          | Oefeninterland                                 |                                                |
| 98                                             | 28 mei 1998                                    | Zweden – Denemarken                            | 3 – 0                                          | Oefeninterland                                 |                                                |
| 99                                             | 5 juni 1998                                    | Denemarken – Kameroen                          | 1 – 2                                          | Oefeninterland                                 |                                                |
| 100                                            | 12 juni 1998                                   | Saoedi-Arabië – Denemarken                     | 0 – 1                                          | WK-eindronde                                   |                                                |
| 101                                            | 18 juni 1998                                   | Denemarken – Zuid-Afrika                       | 1 – 1                                          | WK-eindronde                                   |                                                |
| 102                                            | 24 juni 1998                                   | Frankrijk – Denemarken                         | 2 – 1                                          | WK-eindronde                                   | Goal                                           |
| 103                                            | 28 juni 1998                                   | Nigeria – Denemarken                           | 1 – 4                                          | WK-eindronde                                   |                                                |
| 104                                            | 3 juli 1998                                    | Brazilië – Denemarken                          | 3 – 2                                          | WK-eindronde                                   |                                                |

## Loopbaan als trainer
Vervolgens werd Laudrup assistent-trainer bij het Deens nationale elftal en daarna trainer bij Brøndby IF. Met die club won hij in het seizoen 2004/05 de Deense landstitel. In mei 2006 maakte hij bekend zijn contract niet te verlengen. In juli 2007 volgde Laudrup Bernd Schuster op als trainer van Getafe. Na het seizoen 2007/08 besloot hij te stoppen als trainer van Getafe. Sinds september 2008 trainde hij het Russische Spartak Moskou, waar hij in april 2009 werd ontslagen na tegenvallende resultaten. Hij ging op zoek naar een nieuwe club en vond deze in het Spaanse RCD Mallorca. De 46-jarige Deen tekende daar voor twee seizoenen. Op 15 juni 2012 werd bekend dat Laudrup tekende bij Swansea City, waar hij op 4 februari 2014 werd ontslagen. Hetzelfde jaar nog werd hij aangesteld als trainer van het Qatarese Lekhwiya Sports Club, waar hij in 2015 vertrok. In 2016 werd Laudrup trainer van Al-Rayyan, waar hij in 2018 vertrok.

## Erelijst

### Als speler
| Competitie                 |          |                                    |          |          |
| Competitie                 | Aantal   | Jaren                              |          |          |
| Juventus                   | Juventus | Juventus                           | Juventus | Juventus |
| -------------------------- | -------- | ---------------------------------- | -------- | -------- |
| Mondiaal                   |          |                                    |          |          |
| Wereldbeker voor clubteams | 1x       | 1985                               |          |          |
| Nationaal                  |          |                                    |          |          |
| Serie A                    | 1x       | 1985/86                            |          |          |
| FC Barcelona               |          |                                    |          |          |
| Internationaal             |          |                                    |          |          |
| Europacup I                | 1x       | 1991/92                            |          |          |
| Europese Supercup          | 1x       | 1992                               |          |          |
| Nationaal                  |          |                                    |          |          |
| Primera División           | 4x       | 1990/91, 1991/92, 1992/93, 1993/94 |          |          |
| Copa del Rey               | 1x       | 1990                               |          |          |
| Supercopa de España        | 2x       | 1991, 1992                         |          |          |
| Real Madrid                |          |                                    |          |          |
| Primera División           | 1x       | 1994/95                            |          |          |
| Ajax                       |          |                                    |          |          |
| Eredivisie                 | 1x       | 1997/98                            |          |          |
| KNVB beker                 | 1x       | 1997/98                            |          |          |

| Competitie              | Winnaar    | Winnaar    | Runner-up  | Runner-up  | Derde      | Derde      |
| Competitie              | Aantal     | Jaren      | Aantal     | Jaren      | Aantal     | Jaren      |
| Denemarken              | Denemarken | Denemarken | Denemarken | Denemarken | Denemarken | Denemarken |
| ----------------------- | ---------- | ---------- | ---------- | ---------- | ---------- | ---------- |
| FIFA Confederations Cup | 1x         | 1995       |            |            |            |            |

### Als trainer
| Competitie             |            |                  |            |            |
| Competitie             | Aantal     | Jaren            |            |            |
| Brøndby IF             | Brøndby IF | Brøndby IF       | Brøndby IF | Brøndby IF |
| ---------------------- | ---------- | ---------------- | ---------- | ---------- |
| SAS Ligaen             | 1x         | 2004/05          |            |            |
| Landspokalturnering    | 2x         | 2002/03, 2004/05 |            |            |
| Super Cuppen           | 1x         | 2002             |            |            |
| Swansea City           |            |                  |            |            |
| EFL Cup                | 1x         | 2012/13          |            |            |
| Lekhwiya               |            |                  |            |            |
| Qatari League          | 1x         | 2014/15          |            |            |
| Qatar Crown Prince Cup | 1x         | 2014/15          |            |            |